# Aploschema instabilaria
Aploschema instabilaria is een vlinder uit de familie uraniavlinders (Uraniidae). De wetenschappelijke naam van deze soort is voor het eerst geldig gepubliceerd in 1861 door Walker.
De soort komt voor in tropisch Afrika.